# هوندا بی‌آر-وی

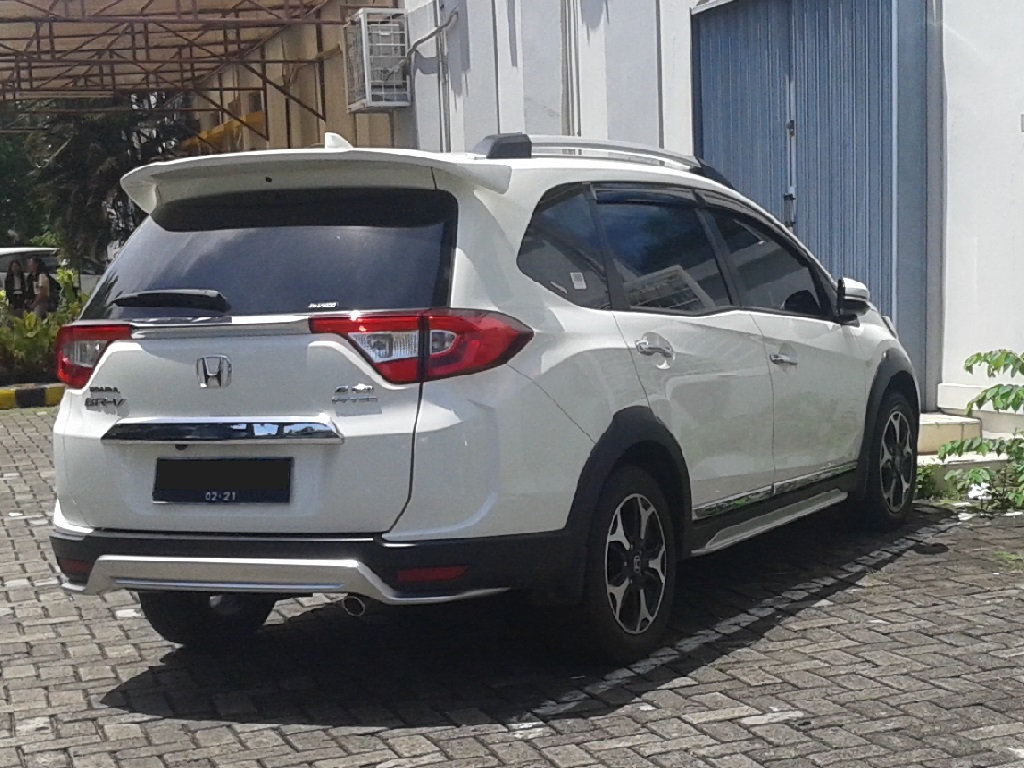
نمای عقب هوندا بی‌آر-وی

هوندا بی‌آر-وی (به انگلیسی: Honda BR-V) خودرویی است که از سال ۲۰۱۵ توسط شرکت خودروسازی ژاپنی هوندا تولید شده‌است. این خودرو در دو مدل ۵ نفره و برای خانواده‌های پرجمعیت در مدل ۷ نفره با قیمت ارزان طراحی شده‌است. در مدل ۷ نفره به سیستم تهویه برای سرنشینان عقب نیز مجهز بوده و دارای تجهیزات ABS و EBD و HSA و Dual SRS Airbags و VSA و رینگ‌های چرخ ۱۶ اینچی است.